# Rojownik włochaty
Rojownik włochaty, rojnik włochaty (Jovibarba preissiana subsp.  Omelcz. & Czopik) – gatunek rojnika należący do rodziny gruboszowatych. Występuje w Karpatach. W Polsce występuje w Pienińskim Pasie Skałkowym, w Pieninach, w masywie Pilska i w Tatrach.

## Nazewnictwo
- Synonimy nazwy naukowej[3]:
  - Jovibarba hirta subsp. glabrescens
  - Sempervivum hirtum f. glabrescens Sabr.
  - Sempervivum hirtum subsp. glabrescens Jáv.
  - Sempervivum preissianum Domin.
  - Sempervivum soboliferum subsp. glabrescens Soó
  - Sempervivum soboliferum subsp. preissianum S. Pawł.
- Krytyczna lista roślin naczyniowych Polski podaje nazwę rojownik włochaty (Sempervivum soboliferum subsp. glabrescens Soó)[4].

## Morfologia
PokrójRoślina tworząca zwarte, przyziemne różyczki liściowe, z których wyrastają pędy kwiatowe. Tworzy rozłogi, dzięki którym gęsto wyrastające z nich nowe różyczki tworzą zwarte kępy.
ŁodygaPęd kwiatowy, wzniesiony i gruby, o wysokości 15–30 cm. Wyrasta dopiero w okresie kwitnienia rośliny.
LiścieTworzy bladozielone, kuliste różyczki liściowe o średnicy do 5 cm. W lecie są one rozwarte. Poszczególne liście w różyczce są silnie mięsiste, nagie, jajowatolancetowate, przeważnie najszersze poniżej połowy i ku końcowi zwężają się w ostry koniec. Mają orzęsione brzegi. Liście są stale wzniesione i przegięte do środka (tylko w starych różyczkach liście skrajne rozwierają się).
KwiatyDuże, zebrane na szczycie pędu kwiatowego w gęsty kwiatostan. Kwiaty promieniste, żółtawobiałe, 6 (czasami 7)-krotne, gruczołowato omszone, wyrastają na grubych szypułkach. Płatki wydłużone i frędzlowato ząbkowane.
OwocWzniesiony mieszek z drobnymi i licznymi nasionami.
Gatunki podobneBardzo podobny jest występujący w Sudetach, na wyżynach i na niżu rojownik pospolity. Ma on wewnętrzne liście łukowato zagięte do środka, a różyczki liściowe zamknięte.

## Biologia i ekologia
RozwójBylina, chamefit, sukulent. Kwitnie od września do października. Kwiaty zapylane są przez owady. Rozmnaża się również wegetatywnie poprzez tworzenie nowych różyczek liściowych. Należy do tzw. sukulentów – roślin przystosowanych do życia w skrajnie suchych środowiskach. Potrafi przez długi czas przetrwać bez nawadniania, dzięki temu, że gromadzi spore ilości wody w soku komórkowym (to właśnie dzięki temu ma takie mięsiste liście).
SiedliskoMurawy naskalne i kserotermiczne, skały. Występuje głównie na podłożu wapiennym, na dobrze naświetlonych zboczach, na bardzo płytkich glebach, przeważnie na rędzinach inicjalnych i właściwych, rzadko tylko na rędzinach próchnicznych. Jego populacje liczą przeważnie od kilkunastu do kilkudziesięciu osobników.

## Zagrożenia i ochrona
Gatunek objęty ścisłą ochroną gatunkową. Zasadniczo nie jest zagrożony, gdyż główne stanowiska jego występowania znajdują się na obszarze parków narodowych – Pienińskiego i Tatrzańskiego.